# Цветан Илиев (поет)
Цветан Иванов Илиев е български поет и редактор.

## Биография
Цветан Иванов Илиев е роден на 23 април 1932 г. в село Голинци, сега кв. „Младеново“ на Лом. Произхожда от крайно бедно селско семейство. Основно образование завършва в родното си село. Завършва Ломската мъжка гимназия (1949) и Българска филология в Софийския университет (1955).
За първи път печата стихове във вестник „Народна младеж“. Учителства в град Кнежа и е кореспондент на окръжния вестник „Отечествен зов“, сътрудничи на „Учителско дело“, „Народна младеж“, „Отечествен фронт“, „Работническо дело“, „Поглед“, както и на вестниците в Лом, Плевен, Михайловград. Дълги години е нещатен кореспондент на в. „Септемврийче“. После работи в Окръжния съвет за изкуство и култура – Враца, като началник отдел „Професионални културни институти“, сътрудничи на различни вестници и най-вече на „Отечествен зов“.
През 1980 г. е назначен за директор на „ДСП Бюро Естрада“, после е началник отдел „Литература“ при ОП „Книгоразпространение“ – Враца. Завършва трудовия си стаж през 1992 г. Автор на шестнадесет книги: „Осветена тишина“ (1991), „Необяснима светлина“ (1992), „Двете торбички“ (1994), „Не мога да отмина“ (1998), „Човешка тревога“ (1999), „Милост и за тебе, Господи“ (1999), „Най-хубавата дума да намеря“ (2001), „Болка за България“ (2001), „За светлина орисан“ (2002), „Брезичка някъде на хълма“ (2003), „Под Борованското небе“ (2006), „Изповеди“ (2006), „Разгневено сърце“ (2007), „С ръка на сърцето“ (2007), „Като сълза на Богородица“ (2010) и др., както и на книгата „Загадката Осен – родното село на Христо Ботев“. Носител на националната награда „Иван Нивянин“ (2003) и наградата на Враца за литература (2005). Член на Съюза на българските писатели (1999) – първият представител в СБП от Враца. Негови стихове са излъчвани по телевизията и радиото, превеждани са в Русия и Германия, включвани са много сборници и алманаси – „Околчица“, „Мизия“ – Плевен, „Навеки с нас“, „България вовек“, „Поклон, Русия“, антологиите на СБП от 2004 до 2007 г.
Негови стихове са превеждани в Русия и Германия, включвани са много сборници и алманаси – „Околчица“, „Мизия“ – Плевен, „Навеки с нас“, „България вовек“, „Поклон, Русия“, антологиите на СБП от 2004 до 2007 г.
По текстове на Цветан Илиев композиторката Милка Георгиева пише песни, издава касета и компакт диск. Тези песни се пеят от Бони Милчева, Тодор Върбанов, Марио Лалчев и др. Излъчват се често по телевизия „Скат“ в предаването „Ако зажалиш“, както и по радио София. Някои от песните са отличени с награди.
Редактор във в. „Слово плюс“ – регионален вестник на кметствата и общините в Северозападна България, кореспондент е на в. „Словото днес“. Член е на художествения съвет на в. „Моята вяра“. Редактор на много стихосбирки на местни автори.
Умира на 9 ноември 2018 г. във Враца

### Самостоятелни издания
- „Осветена тишина“ (1991)
- „Необяснима светлина“ (1992)
- „Двете торбички“ (1994)
- „Не мога да отмина“ (1998)
- „Човешка тревога“ (1999)
- „Милост и за тебе, Господи“ (1999)
- „Най-хубавата дума да намеря“ (2001)
- „Болка за България“ (2001)
- „За светлина орисан“ (2002)
- „Брезичка някъде на хълма“ (2003)
- „Под Борованското небе“ (2006)
- „Изповеди“ (2006)
- „Разгневено сърце“ (2007)
- „С ръка на сърцето“ (2007)
- „Като сълза на Богородица“ (2010)
- „Загадката Осен – родното село на Христо Ботев“